# Arsu

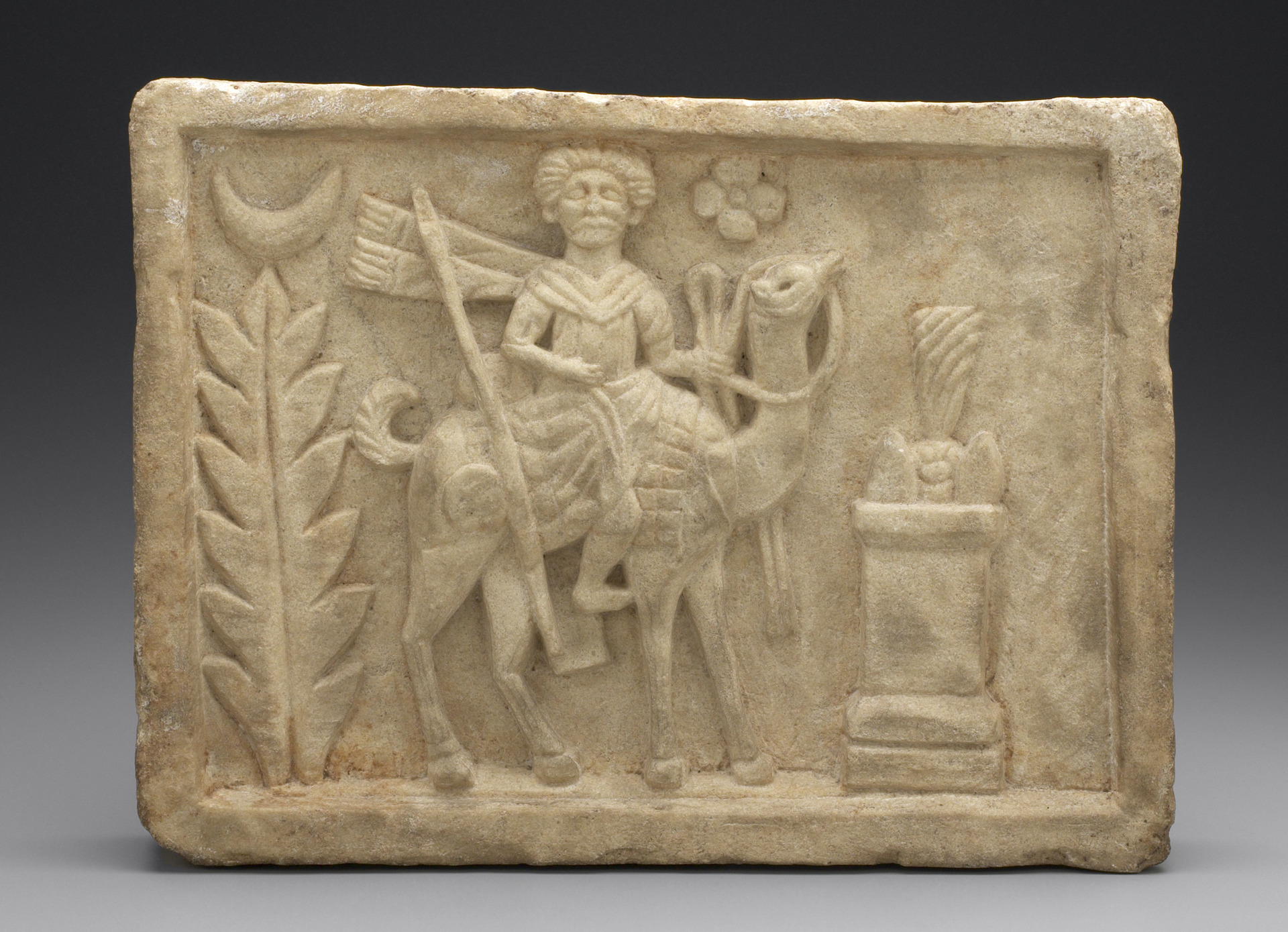
Relieve del dios Arsu, armado, sobre un camello. Templo de Adonis en Dura Europos.

Arsu era una deidad adorada especialmente en la antigua ciudad de Palmira, pero también en otros lugares del Oriente Medio, como en tierras sirias y del norte de Arabia.
Arsu, al que se hace referencia como Ares en las inscripciones griegas de Palmira, se menciona también en otras inscripciones, que muestran que se le dedicó un templo en la ciudad, siendo uno de los cuatro lugares de culto más importantes.
En el techo del gran templo de Baal de la ciudad, aparece como un planeta que orbita alrededor de Júpiter/Baal. Su hermano gemelo Azizu era considerado como la estrella de la mañana y Arsu como la estrella de la tarde. Ambas deidades ejercían funciones protectoras.
Tiene representación tanto masculina como femenina. Frecuentemente se le representa montando un camello y acompañado por su hermano gemelo Azizos, siendo los dos considerados protectores de las caravanas. Su culto también está confirmado por evidencias arqueológicas en el templo de Adonis, de Dura Europos. En el complejo templario había un relieve que muestra a Arsu sobre un camello. La inscripción debajo de su figura dice: 'Oga, el escultor, ha hecho (esto para) 'Arsu, el camellero, por la vida de su hijo'.
La pareja divina de hermanos también está atestiguada en otros lugares, a menudo con nombres ligeramente diferentes. En Edesa lo llamaban Monimos, pero también aparece aquí junto a Azizu. En otras partes de la Arabia preislámica, se le equiparaba con Ruda (literalmente, "benigno"), una importante deidad protectora cuyo culto principal se extendía por el norte de Arabia.